# Xã Brook Park, Quận Pine, Minnesota
Xã Brook Park (tiếng Anh: Brook Park Township) là một xã thuộc quận Pine, tiểu bang Minnesota, Hoa Kỳ. Năm 2010, dân số của xã này là 522 người.